# Xaenapta gilmouri
Xaenapta gilmouri är en skalbaggsart som beskrevs av Stefan von Breuning 1962. Xaenapta gilmouri ingår i släktet Xaenapta och familjen långhorningar. Inga underarter finns listade i Catalogue of Life.